# 科學奇幻

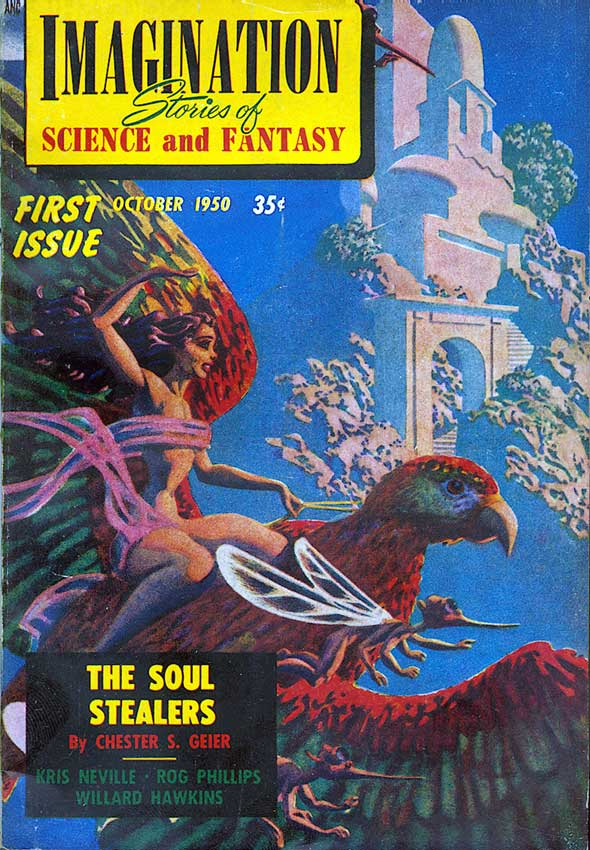
1950年10月的雜誌想像

科學奇幻（Science fantasy）是一種兼具奇幻和科幻之間的存在。
在科學奇幻的世界裡，會存在太空船與機器人等高科技的事物以外，亦有魔法和超自然的要素。

## 子類型

### 行星冒險小說
行星冒險小說（Planetary romance ）是科學奇幻的一種子類型，主要集中在有關其他行星中神氣活現的冒險上。

### 瀕死的地球
瀕死的地球（Dying Earth）亦是科學奇幻的一種子類型，由其設定為遙遠的未來來區分。

## 代表作品

### 小說
- 時間機器
- 沉寂的星球

### 真人影集
- 星際大戰
- 日本特攝節目
- 命運好好玩
- 黃金羅盤
- 阿黛拉的非凡冒險
- 9：末世決戰
- 魔法師的學徒
- 超自然档案
- X档案
- 怪奇物语
- 黑暗元素

### 美國ACG
- DC漫畫作品
- 漫威漫畫作品
- 星际争霸
- 恐龙战队
- 瑞克和莫蒂
- 麻辣女孩
- 戰鎚
- 真人快打系列
- 霹靂貓
- 夜行神龍
- 膽小狗英雄
- Ben 10系列
- 探險活寶
- RWBY
- 太空終界
- 無盡列車

### 日本ACG
- 哆啦A夢
- 超級機器人（日语：スーパーロボット）題材作品
- 七龍珠
- 格斗之王
- 最終幻想系列
- 星之卡比系列
- 神奇寶貝
- 數碼寶貝
- 魔法的禁书目录
- X
- 戰鬥陀螺
- 王國之心
- 反叛的魯路修
- 超时空要塞
- 鋼之鍊金術師
- 爆丸
- 狼雨
- 蒼翼默示錄
- 魔法少女奈葉
- 極黑的布倫希爾德
- 約會大作戰
- 进击的巨人
- 魔法科高中的劣等生
- 幼女戰記

### 信仰系统
- 山达基